# Wetzlarer Festspiele
Die Wetzlarer Festspiele sind ein seit 1953 alljährlich im Sommer stattfindendes Kulturfestival in der hessischen Stadt Wetzlar. Bis 1982 trug die Veranstaltung den Namen Wetzlarer Industriefestspiele. Die Festspiele genießen eine weit über Hessen hinausgehende Anerkennung. Das Hauptprogramm ist traditionell breit gefasst und bietet Schauspiel, Konzerte, Musiktheater (Opern, Operetten, Musicals) und Lesungen. Daneben wird das Hauptprogramm seit 1995 durch ein regionales Rahmenprogramm flankiert, das von Schulen und Theatergruppen der Region gestaltet wird.

## Geschichte
Die Vorgeschichte der Wetzlarer Festspiele beginnt im Jahr 1948 mit den Vorbereitungen des internationalen Goethe-Jahres 1949, zu dessen Anlass Anton Koppenhöfer, Leiter der Wetzlarer Volkshochschule, ein Festprogramm gestaltete, das im Wesentlichen aus einer Gesprächsreihe mit europäischen Persönlichkeiten über Goethes Ideen und ihren Bezug zur Gegenwart bestehen sollte. Außerdem sollten mehrere Werke Goethes an verschiedenen Orten in der Stadt zur Aufführung kommen, darunter „Clavigo“ vom Stadttheater Gießen, „Egmont“ mit einem Marburger Ensemble, „Iphigenie“ mit dem Hessischen Theater der Jugend aus Wiesbaden und „Doktor Faust“ vom Marionettentheater Harro Siegel aus Braunschweig.
Da besonders die „Iphigenie“-Aufführungen im Rosengärtchen, das nach dem Krieg gerade wiederhergestellt war, ein voller Erfolg wurde, entstand die Idee, diesen Ort auch zukünftig im Sommer mit Theater zu bespielen.
Hierauf aufbauend wurden unter Leitung von Koppenhöfer 1952 der Trägerverein der Wetzlarer Festspiele von einer Gruppe von örtlichen Unternehmern ins Leben gerufen, um den Arbeitern und Angestellten der Industrie ein Kulturangebot zu machen. Die ersten Eröffnung fand am 10. August 1953 als „1. Wetzlarer Industriefestspiele“ auf der Freilichtbühne im Rosengärtchen statt, welche rund 2000 Besucher fasste. Dr. Georg Schache war der erste Vorsitzende des Festspielvereins, Intendant war Heinrich Buschmann aus Marburg, der mit „Antigone“ auch das erste Stück inszenierte. Daneben wurde im Eröffnungsjahr auch die Mozart-Oper „Entführung aus dem Serail“ in einer Inszenierung aus Mannheim gespielt. Das Programm bestand bis in die späten 60er Jahre aus jeweils drei Inszenierungen, zwei Schauspiele und eine Oper, meist renommierter Theater u. a. aus Wien, Wiesbaden, Düsseldorf, Dortmund und Augsburg. Besonders Werke von Goethe, Schiller, Shakespeare, Mozart und Wagner standen regelmäßig auf dem Spielplan.
1969 wurde unter der neuen Intendanz von Dr. Rainer Antoine erstmals ein Ballett-Abend der Wiener Staatsoper und ein Jazz-Konzert in den Spielplan aufgenommen. Antoine engagierte auch erstmals Ensembles aus dem nicht-deutschsprachigen Ausland, darunter 1970 das Niederländische Nationalballett, das Harkness Ballett aus New York sowie freie Ensembles aus London und Paris und die Batsheva Dance Company aus Tel Aviv. Im Laufe der 70er-Jahre wurde das Programm von drei Inszenierungen auf sieben ausgeweitet und 1979 erstmals mit einem sogenannten „Jugendabend“ ein Konzert der populären Musik gezeigt.
Unter der Intendanz von Achim Plato und dem Vorsitz von Wolfgang Kühle wurden die „Wetzlarer Industriefestspiele“ in „Wetzlarer Festspiele“ umbenannt, nachdem sich auch der Kreis der Förderer deutlich erweitert hatte. 1985 bestand der Spielplan erstmals aus 10 unterschiedlichen Veranstaltungen, darunter erstmals ein Konzert der Wetzlarer Singakademie und ein Märchen für Kinder. Die in den 70er Jahren zahlreichen Auftritte internationaler Tanz-Ensembles wurden durch Schauspiel überwiegend deutscher Ensembles ersetzt und mit „My Fair Lady“ stand 1988 erstmals ein Musical auf dem Spielplan. Die frühen 90er-Jahre waren durch zahlreiche Darbietungen aus den neuen Bundesländern, besonders vom Landestheater Mecklenburg-Neustrelitz und der Sächsischen Landesbühnen geprägt. Mit Kestnerschule, Stadthalle und Lottehof wurden 1994 und 1995 drei neue Spielorte erschlossen und 1995 auch das neue Rahmenprogramm mit regionalen Ensembles eingeführt, welches zunächst aus Aufführungen der Goetheschule Wetzlar (Musical) und der Gesamtschule Aßlar (Schauspiel) bestand. 1998 wurden erstmals 20 unterschiedliche Inszenierungen gezeigt. Unter der Intendanz von Marion Grundmann (2008 bis 2019) wuchs das Programm auf Rund 30 Veranstaltungen, darunter besonders auch zahlreiche Kleinkunst- und Kabarett-Abende im neuen Spielort Hofgut Hermannstein und im Lottehof. Die zuletzt weniger erfolgreichen Stücke aus den Bereichen Oper und Tanz verschwanden aus dem Spielplan. Mit dem Musical „Lotte“ wurde erstmals ein eigenes Werk für die Wetzlarer Festspiele beauftragt.
Intendantin der Wetzlarer Festspiele war von 2008 bis 2019 Marion Grundmann. Zur Spielzeit 2020 übernahm die Berliner Theaterleiterin Evangelia Sonntag die Intendanz der Wetzlarer Festspiele. Ihr Spielplan legte erneut einen Schwerpunkt auf den Bereich Tanztheater. Ihre erste Spielzeit 2020 wurde wegen der COVID-19-Pandemie auf 2021 verschoben. Im Jahr 2021 konnte der Spielplan nicht wie vorgesehen umgesetzt werden, stattdessen fand ein reduziertes Programm mit 13 Veranstaltungen vor einem reduzierten Publikum im Rosengärtchen statt. Einige Programmpunkte wurden erneut verschoben und sind für den Sommer 2022 vorgesehen.

## Besucher
In der Saison 2015 wurden 15.715 Karten verkauft. Neben 18 Veranstaltungen im Hauptprogramm und sieben im Rahmenprogramm wurde im Lottehof die Eigeninszenierung „Lotte – Ein Wetzlarer Musical“ veranstaltet. Allein zu den 12 ausverkauften Abenden im Lottehof kamen insgesamt 4000 Besucher. In der Saison 2014 waren 13.937 Karten verkauft worden.

## Spielstätten
Als wichtigste Spielstätte dient die Freilichtbühne Rosengärtchen im Bereich der historischen Stadtmauern, deren Tribünen Platz für 950 Zuschauer bieten. Weitere Spielstätten sind das Hofgut Hermannstein (350 Sitzplätze) sowie der ehemalige Deutschordenshof in der Wetzlarer Altstadt, der Lottehof (350 Sitzplätze), an dem das Geburtshaus der Charlotte Buff steht. Auch der Wetzlarer Dom zählte regelmäßig zu den Spielstätten der Wetzlarer Festspiele. Bei Regen werden die Veranstaltungen von Lottehof und Rosengärtchen in die Wetzlarer Stadthalle verlegt, während in Hermannstein eine Scheune ausreichend Schutz für Bühne und Besucher bei schlechtem Wetter bietet. 2010 musste die Spielstätte in Hermannstein aufgrund eines Besitzerwechsels aufgegeben, um 2014 wieder unter neuer Leitung aufgenommen zu werden.

## Hauptprogramm
Im Hauptprogramm sind verschiedene Theater mit Gastspielen vertreten, darunter traditionell immer zwei klassische Schauspiele und eine Operette sowie ein Kabarett Programm, die auf der Freilichtbühne im Rosengärtchen gezeigt werden. Dazu kommt – ebenfalls am größten Spielort – eine Vorstellung einer Musical-Tournee. Auch im Rosengärtchen finden verschiedene Konzerte, darunter auch das große Preisträgerkonzert statt. An den kleinen Spielorten werden ebenfalls verschiedene Kabaretts, Konzerte und Schauspiele gezeigt. Seit 2010 wird aufgrund des geringen Interesses in den vergangenen Jahren an diesen Sparten keine Oper und kein Ballet mehr im Programm gegeben.

## Rahmenprogramm
Am Rahmenprogramm beteiligen sich verschiedene Amateurensemble aus der Region. Erfolgreichste Veranstaltung des Rahmenprogramms ist das Musical der Goetheschule Wetzlar, das seit 1996 die Festspiele auf der Freilichtbühne im Rosengärtchen eröffnet. An den kleineren Spielorten sind Stücke des Neuen Kellertheater Wetzlars, der Schwingbachschule Rechtenbach und der Lahntalschule Atzbach zu sehen. Das Rahmenprogramm wird ab Anfang Juni vor der eigentlichen Eröffnung des Hauptprogramms gezeigt.

## Eigenproduktionen
Neben dem umfangreichen Gastspielprogramm produzieren die Wetzlarer Festspiele unregelmäßig auch selbst.

### Von Kopf bis Fuß (2002)
Eine Revuette von Nicole Neiss/Friedrich Hollaender wurde für die Festspiele geschrieben und 2002 im Lottehof uraufgeführt. Regie führte der damalige Festspiel-Intendant Fritzdieter Gerhards.

### Die Tagebücher von Adam und Eva (2012)
Das Musical von Kevin Schroeder (Buch und Texte) und Marc Seitz (Musik) wurde in der Saison 2012 im Lottehof gezeigt. Die Produktion basierte auf der Uraufführungsproduktion des Stücks im Berliner Admiralspalast aus dem Herbst 2011. Die Inszenierung übernahm wie in Berlin Christoph Drewitz.

### Lotte – Ein Wetzlarer Musical (2015 und 2016)
Im Auftrag der Wetzlarer Festspiele schrieben die Autoren Kevin Schroeder (Buch und Liedtexte) und Marian Lux (Musik) unter Mitwirkung von Christoph Drewitz (Regie und Dramaturgie) das Musical Lotte, welches lose auf dem Roman Die Leiden des jungen Werther von Johann Wolfgang von Goethe basiert, die Geschichte aber aus der Perspektive von Charlotte Buff erzählt. Das Musical wurde in der Saison 2015 am Originalschauplatz Lottehof uraufgeführt. Die Produktion wurde in sieben Kategorien für den Deutschen Musical Theater Preis 2015 nominiert.